# Kayıhüyük, Meram
Kayıhüyük là một xã thuộc quận Meram, tỉnh Konya, Thổ Nhĩ Kỳ. Dân số thời điểm năm 2011 là 405 người.